# Jean-Louis Barrelet
Jean-Louis Barrelet (* 13. Mai 1902 in Môtiers, Kanton Neuenburg; † 3. September 1976 in Neuenburg) war ein Schweizer Politiker der Freisinnig-Demokratischen Partei (FDP), der unter anderem sieben Mal (1943 bis 1944, 1947 bis 1948, 1951 bis 1952, 1955 bis 1956, 1959 bis 1960, 1963 bis 1964 sowie 1966 bis 1967) Präsident des Staatsrates des Kantons Neuenburg war. Daneben fungierte er zwischen 1953 und 1954 als Präsident des Ständerats, der kleinen Kammer der Schweizer Bundesversammlung.

## Leben
Jean-Louis Barrelet, Sohn des Grossrats Alfred Barrelet und von dessen Ehefrau Marguerite-Alice Caldelari, begann nach dem Besuch des Gymnasiums Neuenburg ein Studium der Agrarwissenschaften an der Eidgenössischen Technischen Hochschule (ETH Zürich), welches er 1925 als Agraringenieur beendete. Im Anschluss unterrichtete er zwischen 1927 und 1941 als Lehrer an der Landwirtschaftsschule in Cernier.
Am 9. November 1941 wurde Barrelet Mitglied des Staatsrates des Kantons Neuenburg, der Regierung dieses Kantons, und fungierte in dieser bis zum 18. Mai 1969 als Vorsteher des Militär- und Landwirtschaftsdepartements. In dieser Funktion kam es zur Verabschiedung des Raumplanungsgesetzes für die Jurahöhen. Während seiner Mitgliedschaft im Staatsrat fungierte er sieben Mal als Präsident und damit als Vorsteher der Kantonsregierung. Als Nachfolger von Jean Humbert-Droz wurde er 1943 erstmals Präsident und bekleidete dieses Amt bis zu seiner Ablösung durch Camille Brandt 1944. 1947 löste er abermals Jean Humbert-Droz ab und war bis zu seiner erneuten Ablösung durch Camille Brandt 1948 zum zweiten Mal Präsident des Staatsrates. 1951 wurde er wiederum als Nachfolger von Jean Humbert-Droz Vorsteher der Kantonsregierung und bekleidete das Amt bis 1952, woraufhin Edmond Guinand ihn ablöste. 1954 wurde er als Nachfolger von Pierre-Auguste Leuba zum vierten Mal Präsident und behielt das Amt bis zu seiner abermaligen Ablösung durch Edmond Guinand 1955. 1959 löste er Pierre-Auguste Leuba als Vorsteher der Kantonsregierung ab und behielt diesen Posten bis zu seiner erneuten Ablösung durch Edmond Guinand 1960. 1963 übernahm er wieder von Pierre-Auguste Leuba das Amt des Präsidenten und hatte dieses bis 1964 inne, woraufhin Fritz Bourquin seine Nachfolge antrat. Zuletzt wurde er 1966 als Nachfolger von Gaston Clottu zum siebten Mal Vorsteher der Kantonsregierung und wurde in dieser Funktion 1967 noch einmal von Fritz Bourquin abgelöst.
Am 19. März 1945 wurde Barrelet als einer der beiden Vertreter des Kantons Neuenburg ausserdem Mitglied des Ständerates, der kleinen Kammer der Schweizer Bundesversammlung, und gehörte dieser bis zum 1. Juni 1969 an. Während dieser Zeit fungierte er unter anderem mehrere Jahre als Präsident der Landwirtschaftskommission. Nachdem er in der 34. Legislaturperiode zwischen 1952 und 1953 Vizepräsident des Ständerates gewesen war, übernahm er als Nachfolger von Johann Schmuki am 7. Dezember 1953 den Posten des Präsidenten des Ständerates und bekleidete dieses Amt bis zum 6. Dezember 1954, woraufhin Armin Locher neuer Präsident der kleinen Kammer wurde. Er war darüber hinaus zwischen 1961 und 1976 Vizepräsident des Schweizer Bauernverbandes und gehörte zu den Mitgründern des Zentrums für künstliche Besamung in Pierre-à-Bot.